# Hermann Gruber
Pour les articles homonymes, voir Gruber.
Compléments
Gruber était une autorité reconnue sur la franc-maçonnerie
Hermann Gruber, né le 5 février 1851 à Kufstein, au Tyrol (Autriche) et mort le 8 mai 1930 à Valkenburg (Pays-Bas), était un prêtre jésuite autrichien, écrivain et essayiste de renom, grand connaisseur du positivisme et de la franc-maçonnerie. Il utilisait fréquemment le nom de plume Hildebrand Gerber.

## Biographie
Après des études secondaires faites au collège-internat jésuite ‘Stella Matutina’ de Feldkirch le jeune Hermann entre au noviciat des Jésuites le 2 octobre 1868. Après le noviciat, il fait des études classiques à Munster, la philosophie à Maria-Laach (1871-1872), qui se termine par un exil (avec les Jésuites allemands) et installation à Blijenbeek dans les Pays-Bas.
Après une période d’enseignement à Feldkirch (le régendat), Gruber fait ses études de théologie préparatoires au sacerdoce à Ditton Hall (1876-1880), près de Liverpool, en Angleterre, tout en enseignant la philosophie aux jésuites exilés Français à Mold, au Pays de Galles. De 1881 à 1887, il fait du travail pastoral auprès des allemands d'Arlon, en Belgique, et de Berne, en Suisse.
À partir de 1887 la vie du père Gruber est entièrement consacrée à l’écriture. Il retourne à Exaten (Pays-Bas), le quartier général des Jésuites allemands en exil, et y collabore à la revue Stimmen aus Maria-Laach (aujourd'hui Stimmen der Zeit). Ses préoccupations sont le positivisme religieux d’Auguste Comte et la franc-maçonnerie, contre lesquels il se bat. En ce qui concerne la franc-maçonnerie il devient une autorité internationalement reconnue[Par qui ?][réf. nécessaire]. Son nom de plume est Hildebrand Gerber.
Ses études sur la franc-maçonnerie sont cependant honnêtes et modérées. En fait les loges elles-mêmes lui fournissent les documents nécessaires. En 1889, il rencontre le faux Paul Rosen à Anvers et le démasque. À Bruxelles (1914), il enquête et dénonce les tromperies de l’anti-maçon Leo Taxil, auquel il avait d'abord cru.
Son étude sur la question scolaire et la crise constitutionnelle au Luxembourg (1916) lui vaut une condamnation par contumace. Ses œuvres principales ont été traduites en français et en italien.
Le père Hermann Gruber meurt à Valkenburg, maison des Jésuites allemands en exil aux Pays-Bas, le 8 mai 1930.

## Écrits
La plupart de ses écrits sont signés Hildebrand Gerber :
- August Comte, der Begründer des Positivismus. Sein Leben und seine Lehre, Fribourg, 1889.
- Der Positivismus vom Tode August Comte's bis auf unsere Tage, 1857-1891, Fribourg, 1891.
- Schwindler und Beschwindelte oder Bilder aus der inneren Geschichte der Freimaurerei, Fribourg, 1891.
- Die Freimaurerei und die öffentliche Ordnung, Berlin 1893
- L. Taxils Palladismus-Roman (3 vol.), Berlin, 1897-1898.
- Betrug als Ende eines Betrugs, 1897.
- Einigungs-Bestrebungen und innere Kämpfe in der deutschen Freimaurerei seit 1866, Berlín, 1898.
- Der 'giftige Kern' oder die wahren Bestrebungen der Freimaurerei, 1899.
- Mazzini, Freimaurerei und Weltrevolution, Fribourg, 1900.
- Freimaurerei und Umsturzbewegung, 1901.
- Schulfrage und Verfassungskrisis in Luxemburg, Herder Verlag, 1916 (71 Seiten).
- Freimaurerei, Weltkrieg und Weltfriede, Braumüller Verlag, Vienne, 1917 (45 Seiten; 2. Auflage).